# Virus de la mosaïque aucuba de la pomme de terre
Potexvirus marmoraucuba
Espèce
Potexvirus marmoraucuba, aussi appelé virus de la mosaïque aucuba de la pomme de terre (PAMV, acronyme de Potato aucuba mosaic virus), est un phytovirus pathogène de la famille des Alphaflexiviridae affectant les cultures de pomme de terre. Cette virose, appelée parfois « panachure infectieuse de la pomme de terre » a besoin de la présence du virus Y comme virus assistant.
Les symptômes de la maladie sont de petites taches jaunes sur le limbe des feuilles pouvant former une sorte de panachure évoquant l'aspect des feuilles de la variété  'Variegata' d'Aucuba japonica, et parfois des taches nécrotiques en réseau à la surface des tubercules.
La distribution de ce virus est mondiale, mais les dommages aux cultures peu importants sur le plan économique.
Le virus de l'enroulement  est transmis sur un mode non persistant par divers pucerons, dont le puceron vert du pêcher (Myzus persicae), le puceron des serres (Neomyzus circumflexus) et le puceron tacheté de la pomme de terre (Aulacorthum solani).
Parmi les hôtes de ce virus, figurent d'autres espèces de Solanaceae, dont la tomate, le piment (Capsicum annuum), le tabac (Nicotiana tabacum) et la morelle noire.

## Référence biologique
- (en) ICTV : Potato aucuba mosaic virus  (consulté le 1er février 2021)